# Charles Thomas (politico)
Charles S. Thomas (Independence, 28 settembre 1897 – ottobre 1983) è stato un politico statunitense.

## Biografia
Fu il quinto segretario della marina statunitense (United States Department of Defense) sotto il presidente degli Stati Uniti d'America Dwight D. Eisenhower.
A partire dal 1914 si trasferì nello stato della California. Ha studiato all'università della California.